# Alexei Dezin
Alexei Dezin (rus: Алексей Алексеевич Дезин)  (Moscou, 23 d'abril de 1923 - Moscou, 4 de març de 2008) va ser un matemàtic soviètic rus.

## Vida i obra
Dezin era fill de l'economista Alexei von Dezen i la seva dona, tots dos amb ascendència alemanya. Com economista, va treballar a començaments dels anys 1920's al Consell Suprem d'Economia Nacional (Vesenkha), on va dissenyar el canvi de monedes necessari per a engegar la NEP. En morir el seu cap, Féliks Dzerjinski, el 1926, va començar a tenir problemes polítics i va ser deportat a la regió d'Irkutsk (Siberia), però el 1933 va retornar per treballar en la construcció del canal Moscou-Volga. Finalment, el 1937 va ser arrestat, condemnat a mort i executat. La seva mare també va ser deportada a Siberia, on va morir el 1947.
Dezin, el 1937, amb catorze anys, va ser condemnat a cinc anys d'internament en un camp de treball, que va complir a la regió de Kolimà, a l'extrem nord-oriental de Siberia i amb temperatures extremes. El 1942 es va incorporar a l'Exèrcit Roig i va combatre a la guerra sovièticojaponesa, motiu pel qual va rebre alguns guardons militars. Desmobilitzat en acabar la guerra, el 1945 va retornar a Moscou, on va acabar els seus estudis secundaris i va ingressar a la universitat Estatal de Moscou el 1948. Es va graduar el 1953 i es va doctorar el 1957 amb una tesi dirigida per Serguei Sóbolev.
Des de 1956 fins que es va retirar el 1991 va ser professor de l'Institut de Física i Tecnologia de Moscou. A més, també va ser investigador a l'Institut Steklov de Matemàtiques des de 1957. El 1994, amb setanta anys, va ser nomenat professor de matemàtiques de la universitat Estatal de Moscou, càrrec que va mantenir fins a la seva mort el 2008.
Dezin va publicar una cinquantena d'articles científics i dos importants monografies sobre anàlisi multidimensional i sobre equacions diferencials parcials. També va escriure un llibre de memòries biogràfiques i científiques que es va publicar el 2011.

### Sobre el seu pare
- Лейнонен, И.Л.; Валиев, М.Т. «Дезен Алексей Алексеевич, фон» (en rus).   Общество Друзей Школы Карла Мая, 2023. [Consulta: 3 abril 2023].
- «Дезен (фон Дезен) Алексей Алексеевич (1893-1937)» (en rus).   Москва-Волга, 2018. [Consulta: 3 abril 2023].